# Pieter Teyler van der Hulst

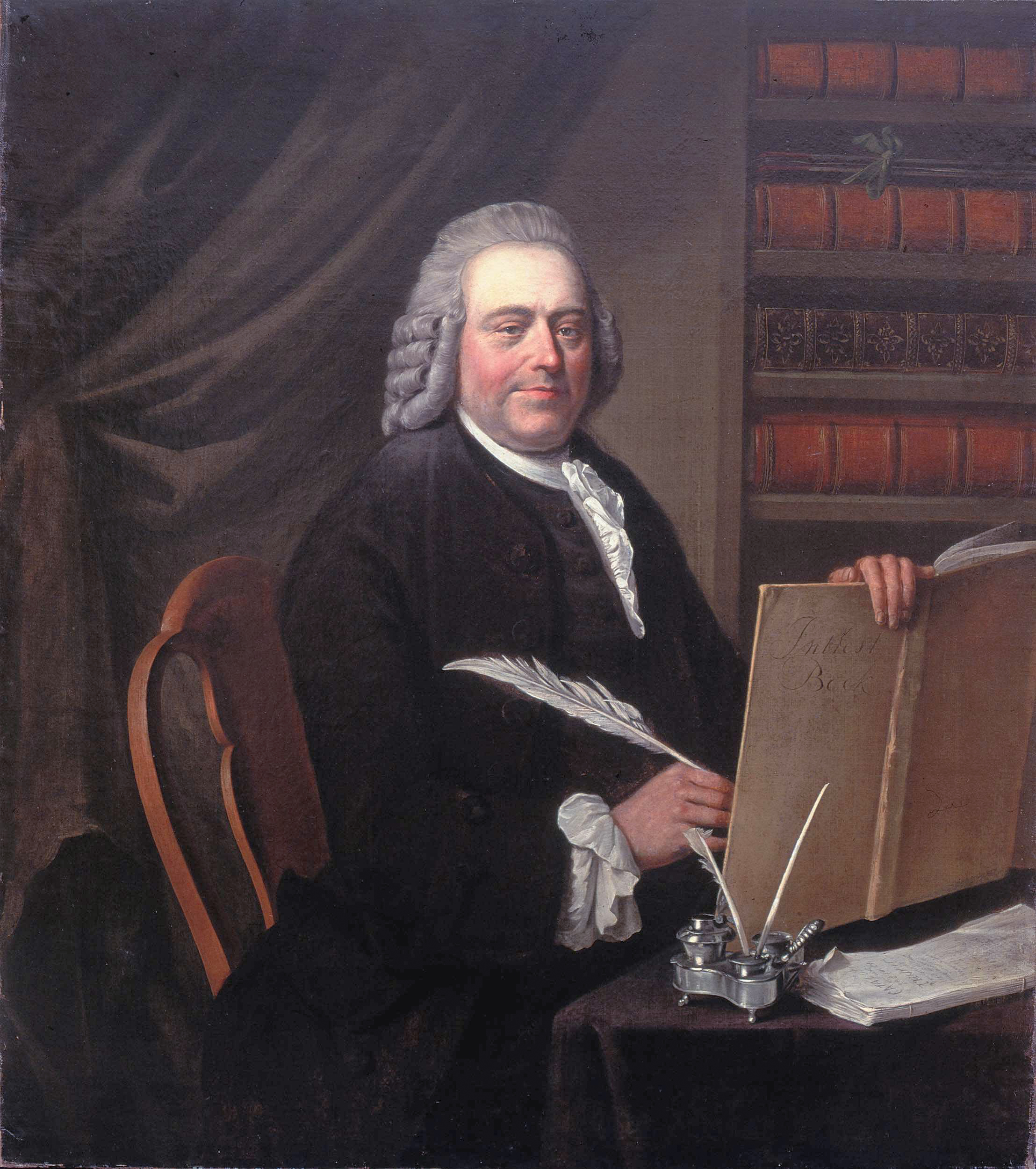
Portret van Pieter Teyler van der Hulst door Wybrand Hendriks (naar een verloren gegaan schilderij door Frans Decker). Pieter Teyler is afgebeeld als financier (met zijn Intrest Boek waarin uitstaande leningen en rentepercentages werden bijgehouden) en verzamelaar (de kast met kunstalbums op de achtergrond). Het portret hangt in de Kleine Herenkamer in het Fundatiehuis.

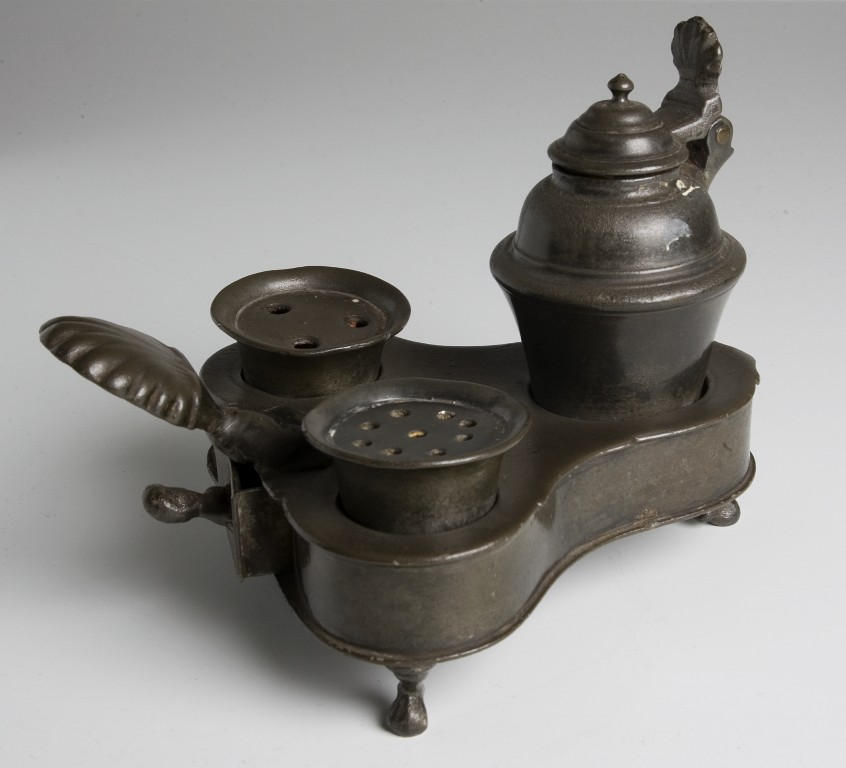
Het tinnen inktstel van Pieter Teyler (afgebeeld op zijn portret) bevindt zich nog steeds in de collectie van Teylers Museum.

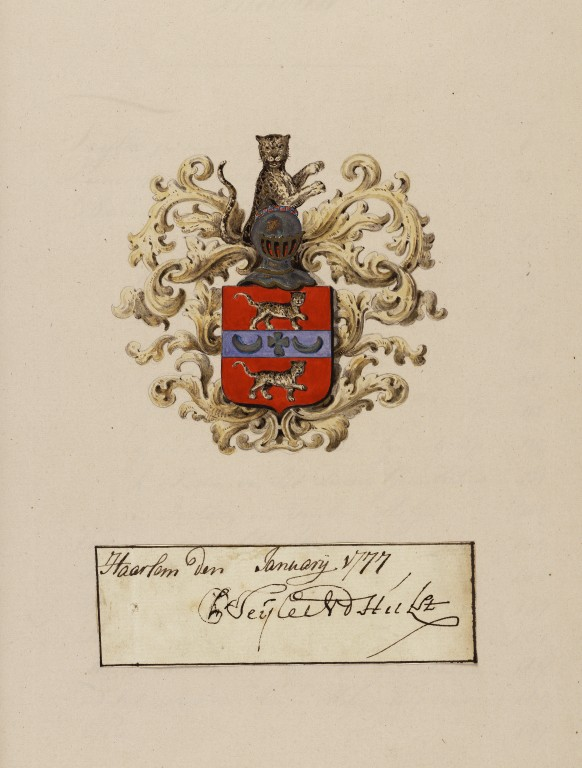
Signatuur en wapen van Pieter Teyler

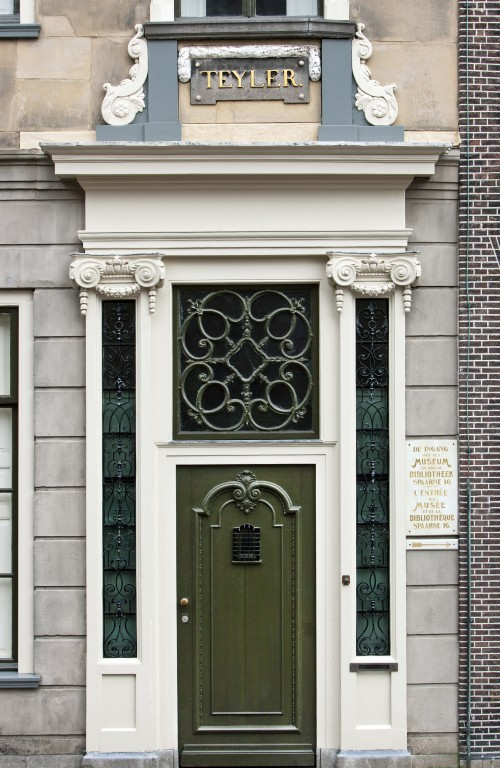
Voordeur van Teylers Fundatiehuis: het voormalig woonhuis van Pieter Teyler.

Pieter Teyler van der Hulst (Haarlem, 25 maart 1702 – aldaar, 8 april 1778) was een vermogend Nederlandse laken- en zijdekoopman, bankier en filantroop.
Pieter Teyler werd in Haarlem geboren als zoon van Isaac Teyler (1669-1750) en Maria van der Hulst. Later kregen ze nog twee dochters, maar Tanneke, in 1703 geboren werd slechts acht jaar oud en Susanne stierf al na negen maanden. Beide ouders waren afkomstig uit zeer welgestelde doopsgezinde families. Teylers stamvader was in de 16e eeuw om religieuze redenen vanuit Schotland naar Haarlem uitgeweken. Na de dood van zijn moeder (1721) voegde hij haar familienaam Van der Hulst toe aan zijn eigen naam. In 1728 trouwde hij met uit Amsterdam afkomstige Helena Wynands Verschaave, de dochter van Jan Wynands Verschaave en Helena Honeré.
Net als zijn vader was Teyler werkzaam in de textielnijverheid en na diens overlijden nam de dan 48-jarige Teyler dan ook de zaak over. Op latere leeftijd richtte hij zich meer op het bankwezen waarmee hij veel geld verdiende. Als vertegenwoordiger van de Verlichting had hij grote belangstelling voor kunst en wetenschap. Hoewel hij munten, prenten, tekeningen, boeken en fossielen verzamelde bemoeide hij zich niet actief met het wetenschappelijke leven in Haarlem. Wel bekommerde hij zich om het lot van de armen en wezen van de stad. Zo zorgde hij ervoor dat een niet meer functionerend hofje weer tot leven kwam.
Teyler werd vooral bekend door zijn legaat van 2 miljoen Nederlandse gulden. In 1756, kort na de dood van zijn echtgenote (hun huwelijk was kinderloos gebleven), stelde hij zijn testament op. Volgens de bepalingen van zijn testament moest het legaat aangewend worden voor de bevordering van kunsten en wetenschappen en het bouwen van een hofje voor ouderen. Er waren ook legaten voor individuen en de Haarlemse Doopsgezinde Gemeente. Aan Pieter Teyler dankt Haarlem de Teylers Stichting, Teylers Museum en Teylers Hofje. Teyler ligt begraven in de Grote of Sint-Bavokerk.